# 科伊布拉·吉馬斯塔
科伊布拉·吉馬斯塔（法語：Koibla Djimasta；1950年—2007年1月30日）是查德薩拉人政治家，出生於查德南部的沙里-巴吉爾米區。